# Trzebuńka
Trzebuńka (też: Trzebunia) – potok w Beskidzie Makowskim w polskich Beskidach Zachodnich, lewobrzeżny dopływ Raby. Długość ok. 10,2 km.

## Charakterystyka
Dolina Trzebuńki ma przebieg generalnie równoleżnikowy. Rozdziela wschodnią część Pasma Babicy (na północy) od wschodniej części Pasma Koskowej Góry (na południu). W górnej części doliny leży wieś Trzebunia, w dolnej – Stróża.
Źródła Trzebuńki znajdują się na wysokości ok. 700 m n.p.m. na północnych stokach Parszywki w Pasmie Koskowej Góry. Po przyjęciu kilku innych drobnych cieków spod Przełęczy Szklarskiej i Babicy płynie początkowo w kierunku wschodnim, następnie w kierunku północno-wschodnim, a od centrum Trzebuni – ponownie wschodnim. W Stróży, na wysokości ok. 298,5 m n.p.m., uchodzi do Raby.
Potok na znacznym odcinku, zwłaszcza w swym środkowym biegu, meandruje. Ciek w znacznej większości nieuregulowany, obrośnięty pasem drzew.Ważniejsze wsie nad rzeką:Trzebunia i Stróża wyk jako letniska.

## Nazwa
Nazwa potoku pochodzi od nazwy wsi, na terenie której ma swe źródła. Nazwę Trzebunia podawały m.in. starsze przewodniki W. Krygowskiego i A. Matuszczyka oraz dawniejsze mapy PPWK, jak Beskid Wyspowy czy Beskid Makowski. Nazwę Trzebuńka podawał Słownik geograficzny Królestwa Polskiego (t. XII, 1892). Obecnie stosują ją m.in. „Wykaz nazw wód płynących" GUGiK oraz nowsze mapy wydawnictwa Compass, jak np. Małopolska Południowa czy wydawnictwa ExpressMap, jak np. Beskid Wyspowy.